# فابيو سانتشيز
فابيو سانتشيز هو لاعب كرة قدم برازيلي، ولد في 6 يناير 1991 في ساو جوزيه دوس كامبوس في البرازيل. لعب مع أمريكا دي ناتال ‏.

## وصلات خارجية
- فابيو سانتشيز على موقع قاعدة بيانات كرة القدم.إي يو (الإنجليزية)
- فابيو سانتشيز على موقع Soccerway.com (الإنجليزية)